# Jean-Féry Rebel
Jean-Féry Rebel nasqué a París el 18 d'abril de 1666. El seu pare Jean Rebel (1636-1692) fou cantant a la Capella Reial. Quan tenia només vuit anys Jean-Baptiste Lully va apreciar el seu prodigiós talent per a la música. Fou Lully qui va ensenyar al petit Rebel a tocar el violí, al temps que el va formar en composició. Sota els auspicis d'aquest gran protector musical, la carrera de Jean-Féry fou fulgurant. El 1699 fou designat primer violí a l'òpera i el 1705 va entrar a formar part del grup dels Vint-i-quatre violins del rei. De 1718 a 1727 Rebel va compartir el lloc de compositor de cambra amb el seu cunyat, Michel-Richard Delalande i el 1720 va assumir el lloc de batteur de mesure o director a la Reial Acadèmia de Música. Després d'una llarga carrera, Jean-Féry Rebel va morir el 2 de gener de 1747.
El seu fill fou el compositor i director de l'Òpera de París François Rebel.

## Obra
Rebel va publicar tres llibres de sonates i suites per a violí, i les obres següents:
- Ulysse, tragédie lyrique (1703). Aquesta és la seva única tragèdia lírica, que fou estrenada el 1703, però no va gaudir del mateix èxit que la seva amplament apreciada música de ballet.
- Receuils d’airs sérieux et à boire, unes 30 àries per a veu (1695-1708)
- Llibre de 12 sonates en 2 o 3 parts (compostes el 1695, publicades a París el 1712) (inclou Le tombeau de M. de Lully, en hommage à son maître).
- Llibre de 12 sonates per a violí sol barrejades amb récits per a viola (1713)
- Arranjament de Lliçons de tenebres (Leçons de ténébres), compost en col·laboració amb Delalande, que no ha arribat als nostres dies.

### Ballets
- Caprice, ballet-pantomime o ballet d'action (1711). El ballet pantomima (ballet-pantomime) o ballet d'acció (ballet d’action) fou un nou tipus d'espectacle de dansa que va sorgir entorn a 1720, en un temps en què l'òpera còmica i la tragèdia lírica dominaven l'escena musical francesa. Aquest nou espectacle teatral era totalment distint de les formes musicals abans citades. Es basava únicament en el gest i la dansa per narrar una història i transmetre emocions. Aquest ballet s'estructura en dos moviments, que curiosament no porten noms de danses: Gravement i Vivement. El primer moviment es divideix en dues seccions. La primera es caracteritza per escales descendents tractades en imitació; el segon empra escales ascendents en notes llargues. En el segon moviment de l'obra s'alternen enèrgiques seccions d'igual ritme amb passatges dominats per ensordidors trèmols en doble corda executats pels primers violins. L'obra fou interpretada per Françoise Prévost, prima ballerina de l'òpera de París des de 1705, admirada per la seva excepcional tècnica i expressivitat.

- Les caractères de la danse (Els caràcters de la dansa) (1715). Comença amb un inspirat Preludi, després del qual s'encadena una suite ininterrompuda de moviments de dansa concentrats, incloent els més populars en el moment. Curiosament, Rebel insereix una sonata entre la Gavota i la Loure. L'obra finalitza amb una sonata. Ambdues sonates, que contenen fragments virtuosos, estan escrites en estil italià. La inspirada interpretació de l'obra per part de Françoise Prévost contribuí notablement a l'immens èxit del ballet. Fins i tot i va haver lloc a múltiples reposicions i fou amplament representada per dues de les estudiants amb més talent de Françoise Prévost: Marie Sallé i Marie Anne Cupis de Camargo.

- La Terpsichore (1720). Fou creat en honor a Terpsícore, la musa de la dansa. Rebel va dedicar l'obra a l'esposa de John Law, un financer escocès que ostentava el lloc d'Auditor General de Finances (Surintendant de Finances). L'obra s'obre amb un agitat tutti, titulat descriptivament com a Bruit (Soroll). Aquest moviment dona pas a una secció no molt diferent del moviment ràpid d'un concert que continua en canvi amb dues sicilianes compostes sota la forma d'un rondeau. El ballet conclou amb una giga (una dansa d'origen anglès) titulada Langloise, fent una galant al·lusió a la dedicatòria. Els últims moviments de l'obra estan escrits en l'estil del concerto grosso. A la partitura Rebel afrancesa els termes italians substituent «tutti» per «tous» i «concertino» per «petit choeur».

- Fantaisie (1729). El moviment introductori, Grave, dona pas a una inusualment llarga Chacona. Dues variacions contenen diversos compassos per a trompeta que imprimeixen un toc marcial i remarquen un episodi central de bucòlica fascinació on la flauta pren protagonisme. Després d'una elegant Loure i un rítmic Tambourin, en el qual s'utilitzen flautes travesseres i piccolos, a més de cordes, el ballet conclou amb una segona Chacona que recupera elements presentats al començament.

- Les plaisirs champêtre (Els plaers campestres) (1734). Les danses que componen aquest ballet estan inspirades en el bucòlic univers del món pastoral, a excepció de la majestuosa Chacona central. Les càlides sonoritats d'oboès, fagots i flautes es combinen amb les cordes al llarg de toda l'obra. Igual que passa amb Fantaisie, pocs detalls es coneixen sobre les condicions en què fou interpretada aquesta obra.

- Les élémens (Els elements) (1737). Rebel tenia més de setenta anys quan va compondre aquesta última obra. Comença amb una de les peces més impactants del repertori barroc: El Caos (Le Chaos). Conscient de l'audàcia de l'obra, Rebel detalla la inspiració i pautes compositives subjacents a la partitura impresa (dedicada al Príncep de Carignano). El Caos és "la confusió que regnava entre els elements abans del moment en què, subjectes a lleis immutables, prengueren els seus llocs adequats a l'ordre de la Naturalesa". Per representar musicalment el Caos: "Em vaig atrevir a descriure el vincle entre la idea de la confusió dels elements i la confusió en l'harmonia. Em vaig aventurar a fer escoltar primer tots els sons junts o més aviat, totes les notes de l'octava unides en un únic so". Així va néixer el primer clúster tonal (acord musical compost de semitons cromàtics consecutius distints) de la música clàssica occidental. El tema del caos es repeteix set cops al llarg del moviment i cada vegada que apareix la lluita entre els elements disminueix en intensitat. El Caos conclou en una perfecta consonància d'octava. Cada element és representat mitjançant una idea musical: el terra, per confuses notes greus; l'aigua, per ascendents i descendents cascades de la flauta; l'aire, per llargues notes sostingudes de piccolos que conclouen en trinos i; el foc, per intensos passatges de violí. Aquesta obra exemplifica l'ideal estètic de la música barroca que resideix en el nucli de totes les arts del període: la perfecta imitació de la naturalesa.